# 莫安杜
莫安杜（法語：Moindou，發音：[mwɛ̃du] ⓘ）是法国海外特殊集体新喀里多尼亞南部省的市镇，面积321.9平方千米，2019年1月1日人口为681人。

## 地理
莫安杜（21°42'0"S, 165°41'0"E）面积321.9平方千米，位于法国海外特殊集体新喀里多尼亞。
与莫安杜接壤的市镇（或旧市镇、城区）包括：布拉伊、法里诺、拉福阿、萨拉梅阿、夸瓦。
莫安杜的时区为UTC+11:00。

## 行政
莫安杜的邮政编码为98819，INSEE市镇编码为98816。

## 政治
莫安杜的现任市长为莱昂-约瑟夫·佩罗内（Léon-Joseph Peyronnet）先生，任期为2020-2026年。

## 人口
莫安杜于2019年1月1日时的人口数量为681人。